# شاطئ باتونغ

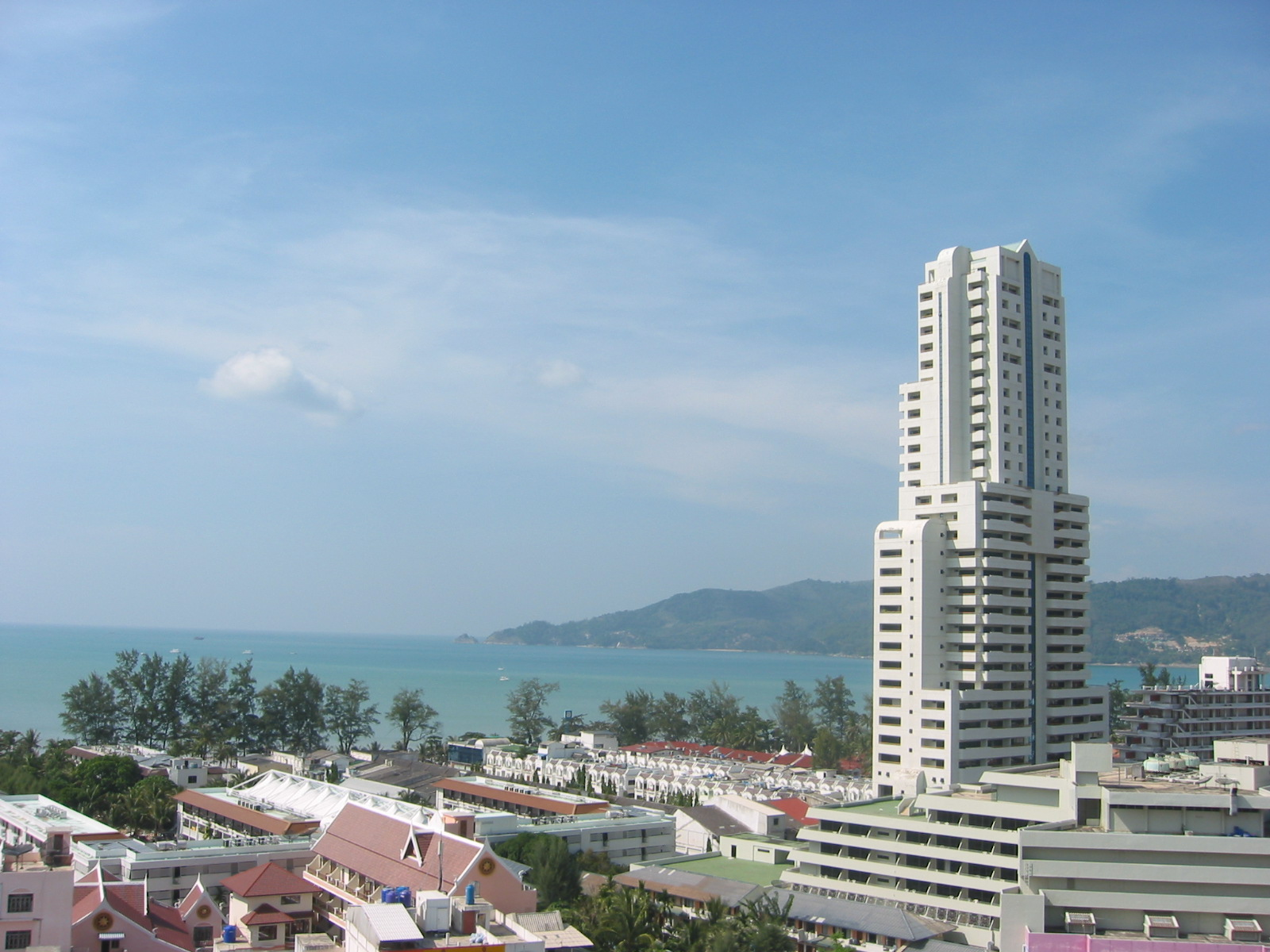
صورة تظهر البلدة وجزء من الشاطئ

شاطئ باتونع (بالتايلندية: ป่าตอง)‏ هو شاطئ يقع في الساحل الغربي لبوكيت، والاسم نفسه يطلق على البلدة المجاورة له، ويعتبر هذا الشاطئ المنتجع السياحي الرئيسي في جزيرة فوكيت، حيث يتضمن مراكز للتسوق بأثمان منخفضة، وأصبح السياح الغربيون وخصوصا الأوربيون يرتادون الشاطئ منذ سنة 1980، فتم فتح عدة سلاسل فنادق فخمة أمام الشاطئ خصيصا لهؤلاء السياح.

## تاريخ
يشتهر الشاطئ أكثر بلياليه التي تمتد فيها الاحتفالات على طول الجانب الغربي للبلدة، وترتكز خصوصا في طريق بنغالا، ومجمع الجنة حيث تصطف هناك العديد من الحانات والمراقص و يكثر الفساد. الدعارة في تايلاند غير قانونية، لكنه مسموح بها، كما هو الحال في باتونغ.
في 26 ديسمبر 2004، ضرب شاطئ باتونغ تسونامي ناجم عن زلزال وتسونامي المحيط الهندي 2004، إلى جانب العديد من المناطق الأخرى على طول الساحل الغربي لفوكيت وتايلاند. تسببت الموجة في دمار كبير للواجهة البحرية للشاطئ والداخل على الفور، وأدّت إلى قتل امرأة في محل بقالة في الطابق السفلي على الواجهة البحرية. كانت باتونغ واحدة من أكثر المناطق تضرراً في فوكيت، على الرغم من أن الدمار لم يكن مُدمّرا مثل خاو لاك المجاورة. تعافت باتونغ إلى حد كبير منذ كارثة تسونامي.

## البيئة
اعتبارًا من عام 2015، تجاوزت المياه قبالة شاطئ باتونج معايير إدارة مكافحة التلوث التايلاندي للبكتيريا القولونية البرازية، وبكتيريا المكورات المعوية. ولتجنب دفع رسوم معالجة مياه الصرف الصحي البلدية البالغة خمسة باتات لكل متر مكعب، تقوم العديد من الأسر بتفريغ مياه الصرف الصحي غير المعالج في القنوات والبحر. تتمتع باتونج أيضًا بقدرة محدودة على معالجة مياه الصرف الصحي. تقترب محطة معالجة مياه الصرف الصحي البلدية من طاقتها البالغة 28000 متر مكعب في اليوم.

## صور

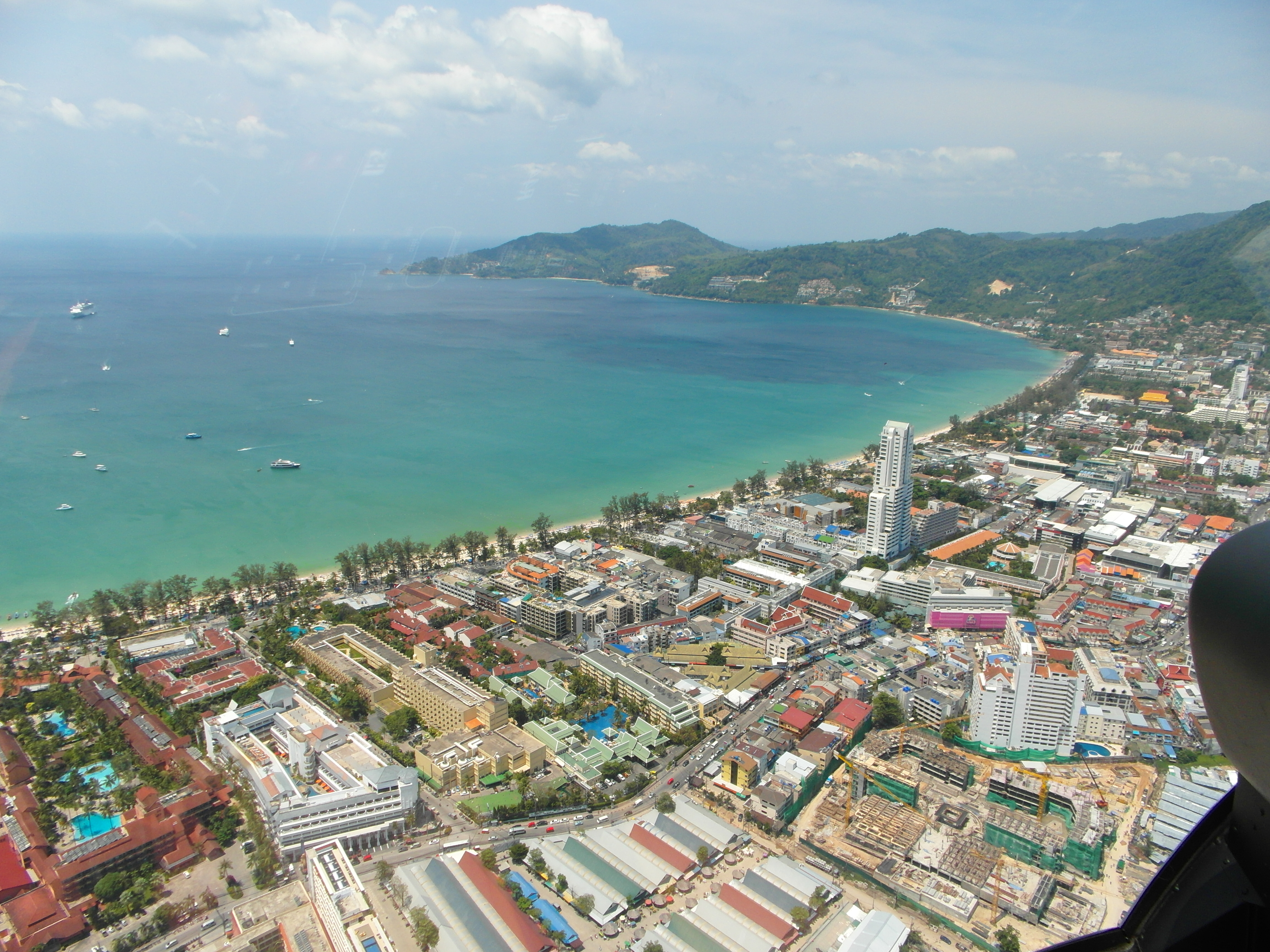
منظر جوي لباتونج
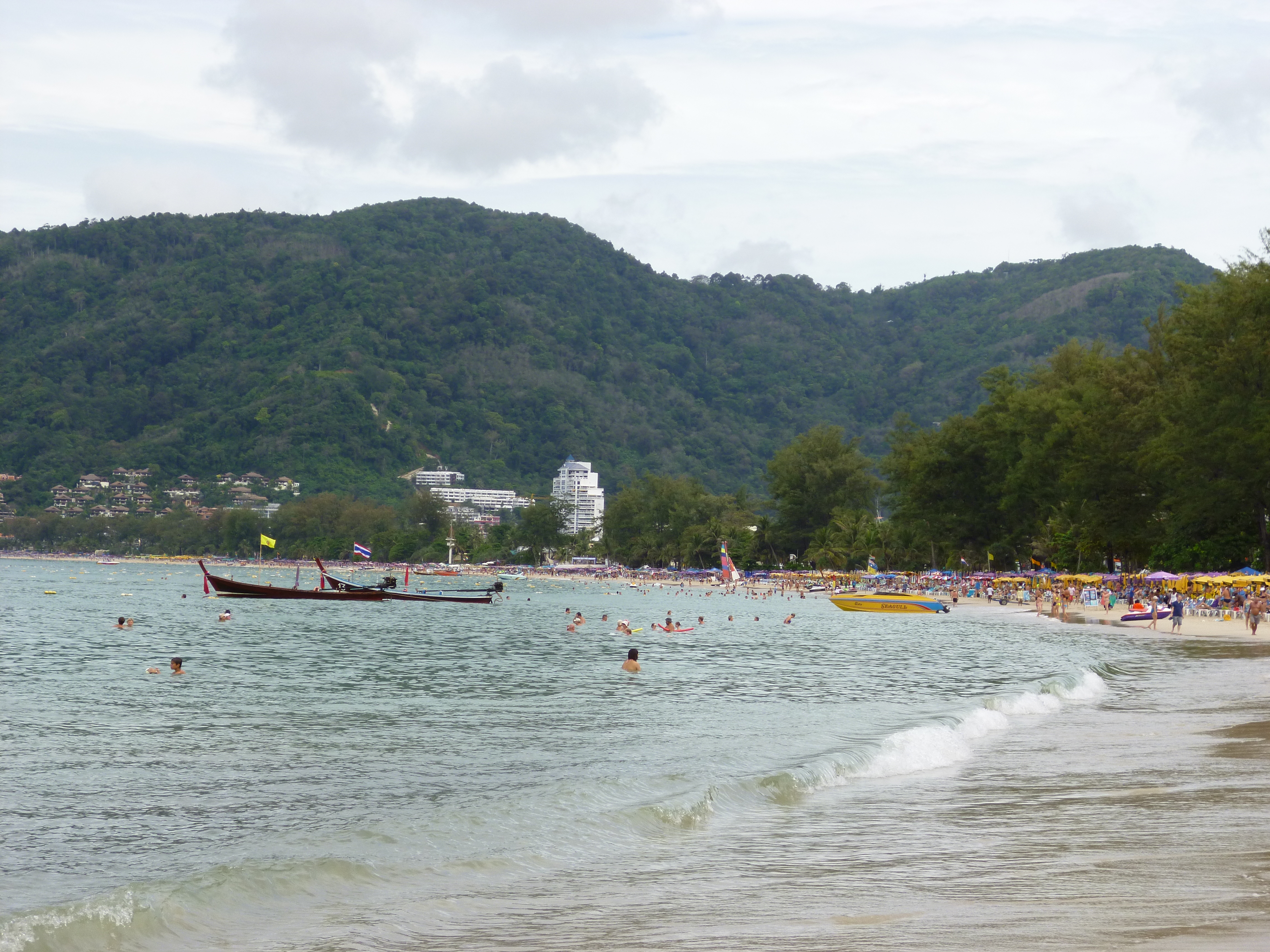
شاطئ باتونغ
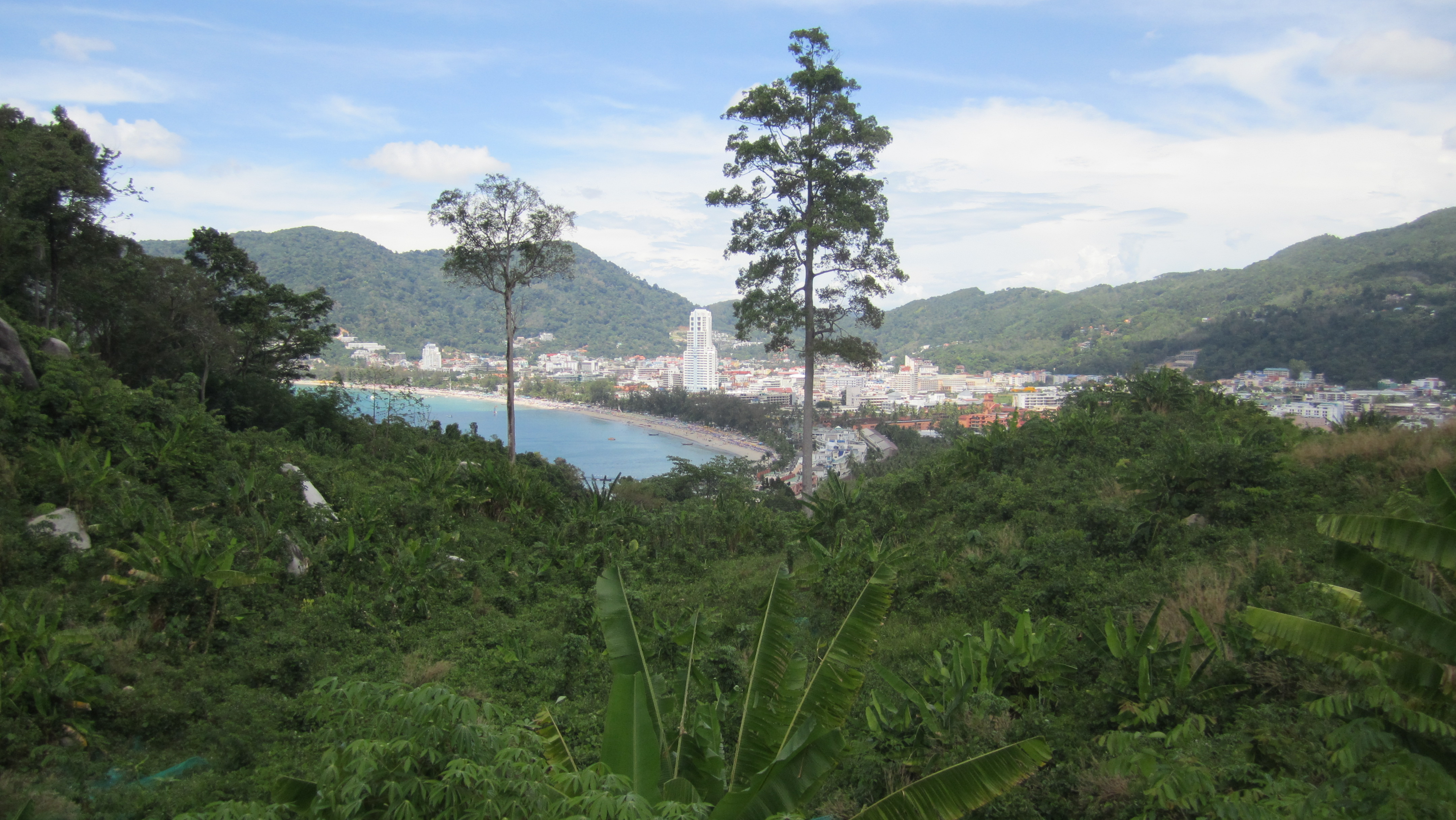
شاطئ باتونج من ثانون ثويونج
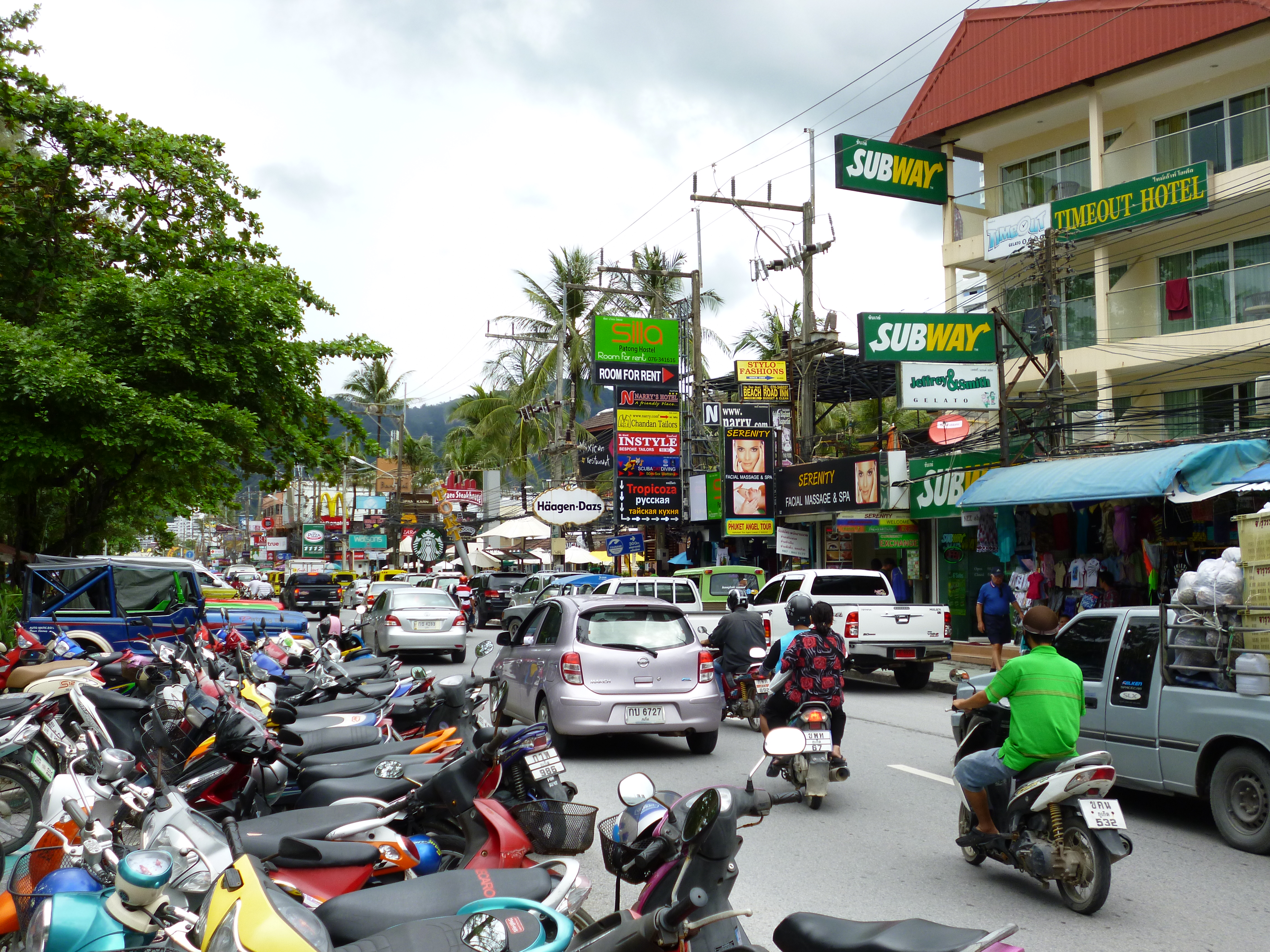
حركة المرور في شوارع باتونج
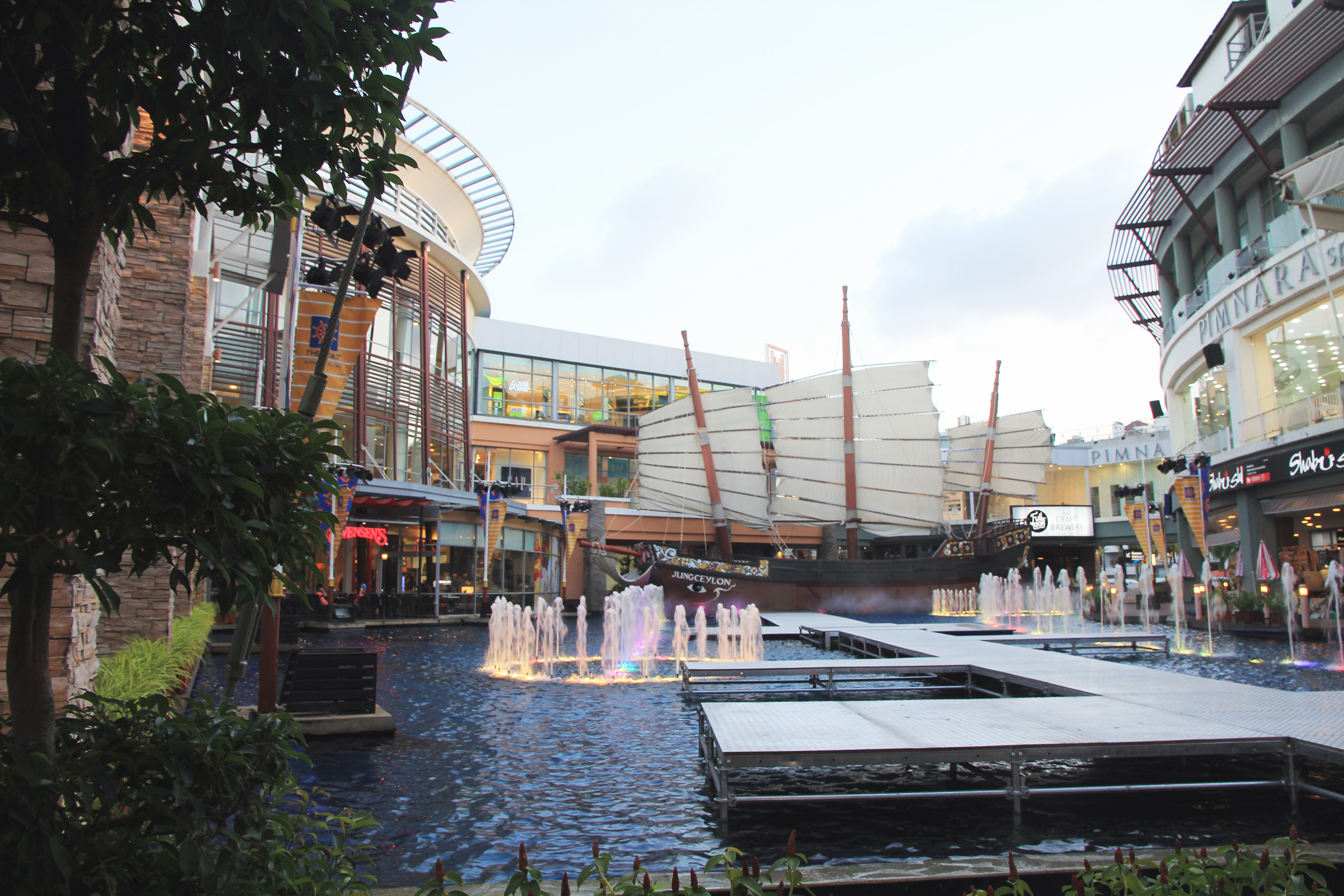
مركز تسوق جونغسيلون
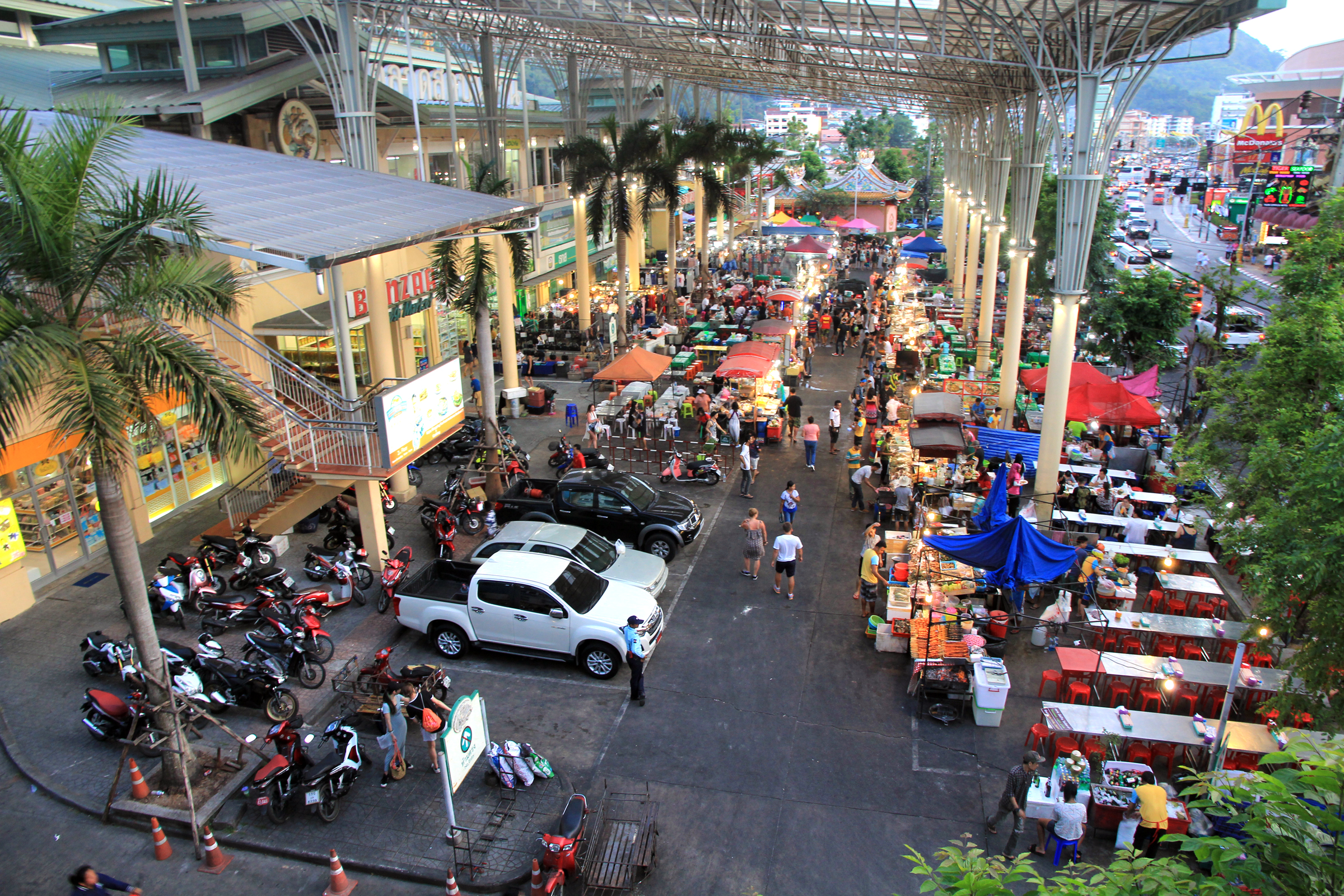
سوق باتونج الليلي